# Меньков, Александр Александрович
Александр Александрович Менько́в (7 декабря 1990, Минусинск, Красноярский край) — российский прыгун в длину. Чемпион мира 2013 года, бронзовый призёр чемпионата мира в помещении 2012 года, чемпион Европы в помещении 2013 года, чемпион Европы среди юниоров (2009), чемпион Европы среди молодёжи (2011). Действующий обладатель рекорда России в прыжке в длину.

## Биография
Первым тренером Александра был Виктор Степанович Кравченко. Первоначально Меньков занимался прыжками в высоту и был призёром юниорского первенства России 2008 в этой дисциплине, но из-за недостаточно высокого роста перешёл в прыжки в длину. С 2008 года тренируется под руководством Сергея Мочалова.
Победитель Бриллиантовой Лиги в 2012 и 2013 годах.
Серебряный призёр Shanghai Golden Grand Prix 2013 года с результатом 8,31 м. 31 мая 2013 года стал победителем соревнований Prefontaine Classic с личным рекордом — 8,39 м.
16 августа на чемпионате мира в Москве Александр выиграл золотую медаль с результатом 8,56 м, попутно дважды обновив рекорд России.
По итогам 2013 года признан Спортсменом года (его имя назвало большинство болельщиков путём голосования в интернете, а также делегаты отчетной конференции Всероссийской федерации лёгкой атлетики).
На чемпионате мира 2017 года выступал как независимый атлет. Вышел в финал соревнований, заняв четвертое место. 

## Основные результаты
| Год  | Турнир                          | Место проведения       | Место  | Результат |
| ---- | ------------------------------- | ---------------------- | ------ | --------- |
| 2009 | Чемпионат России в помещении    | Москва, Россия         | 7-е    | 7,54 м    |
| 2009 | Чемпионат Европы среди юниоров  | Нови-Сад, Сербия       | 1-е    | 7,98 м    |
| 2009 | Командный чемпионат Европы      | Лейрия, Португалия     | 6-е    | 7,78 м    |
| 2009 | Чемпионат мира                  | Берлин, Германия       | 32-е   | 7,72 м    |
| 2010 | Чемпионат России в помещении    | Москва, Россия         | 5-е    | 7,75 м    |
| 2010 | Чемпионат России среди молодёжи | Чебоксары, Россия      | 1-е    | 7,94 м    |
| 2010 | Чемпионат России                | Саранск, Россия        | 10-е   | 7,56 м    |
| 2011 | Чемпионат России в помещении    | Москва, Россия         | 2-е    | 7,88 м    |
| 2011 | Командный чемпионат Европы      | Стокгольм, Швеция      | 1-е    | 8,20 м    |
| 2011 | Чемпионат Европы среди молодёжи | Острава, Чехия         | 1-е    | 8,08 м    |
| 2011 | Чемпионат мира                  | Тэгу, Южная Корея      | 6-е    | 8,19 м    |
| 2012 | Чемпионат мира в помещении      | Стамбул, Турция        | 3-е    | 8,22 м    |
| 2012 | Чемпионат России                | Чебоксары, Россия      | 1-е    | 8,24 м    |
| 2012 | Олимпийские игры                | Лондон, Великобритания | 11-е   | 7,78 м    |
| 2013 | Чемпионат России в помещении    | Чебоксары, Россия      | 1-е    | 8,18 м    |
| 2013 | Чемпионат Европы в помещении    | Гётеборг, Швеция       | 1-е    | 8,31 м    |
| 2013 | Универсиада                     | Казань, Россия         | 2-е    | 8,42 м    |
| 2013 | Чемпионат мира                  | Москва, Россия         | 1-е    | 8,56 м    |
| 2014 | Чемпионат мира в помещении      | Сопот, Польша          | 5      | 8,08 м    |
| 2014 | Чемпионат Европы                | Цюрих, Швейцария       | 13 (q) | 7,78 м    |
| 2015 | Чемпионат мира                  | Пекин, Китай           | 6      | 8,02 м    |